# Champawat (stad)
Champawat is een nagar panchayat (plaats) in het district Champawat van de Indiase staat Uttarakhand. 

## Demografie
Volgens de Indiase volkstelling van 2001 wonen er 3.958 mensen in Champawat, waarvan 57% mannelijk en 43% vrouwelijk is. De plaats heeft een alfabetiseringsgraad van 73%. 